# Eremalche
Eremalche é um género botânico pertencente à família Malvaceae.